# Supermarine S.6B
Il Supermarine S.6B era un idrocorsa realizzato da Reginald Joseph Mitchell per vincere la Coppa Schneider del 1931. Fu l'ultimo degli idrovolanti da corsa costruiti dalla Supermarine Aviation Works dopo il Supermarine S.4, il Supermarine S.5 ed il diretto predecessore Supermarine S.6.
Grazie alla vittoria di questo velivolo nell'edizione del 1931, la squadra del Regno Unito si aggiudicò definitivamente la Coppa Schneider, competizione riservata agli idrovolanti e istituita nel 1911.

## Storia del progetto

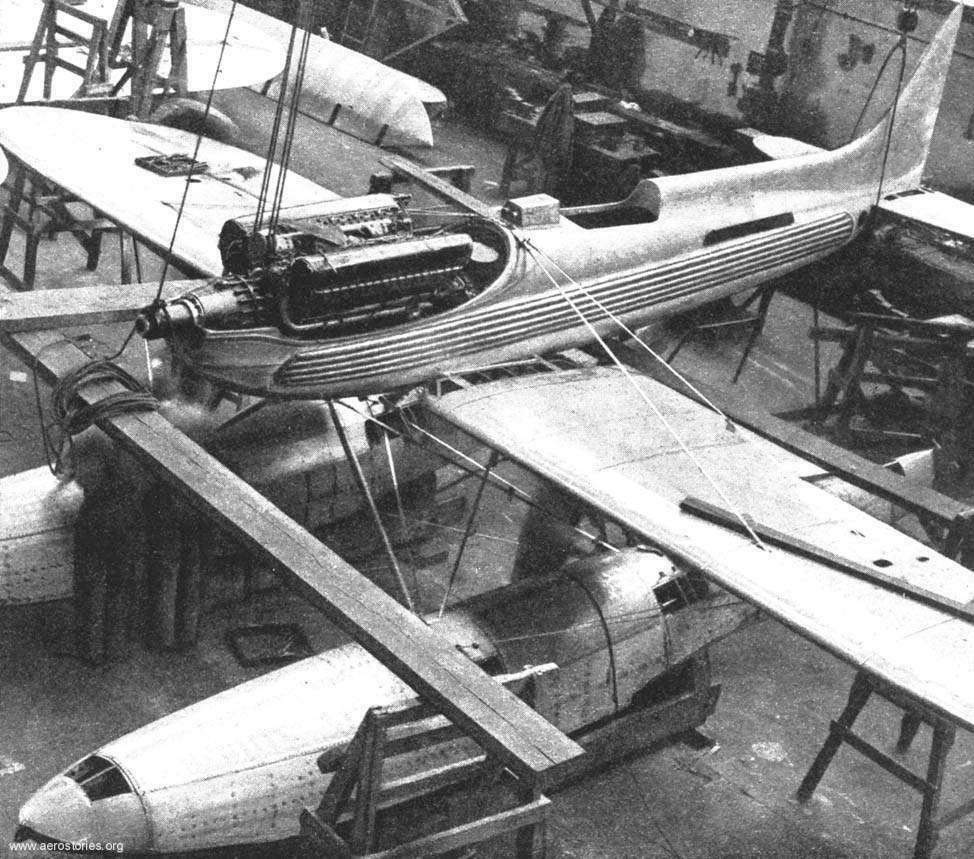
L'S.6B in costruzione, 1931

Nonostante le vittorie precedenti, con la conseguente possibilità di aggiudicarsi in via definitiva la Coppa Schneider, l'Air Ministry, in anni caratterizzati dalla crisi del 1929, decise di non finanziare la realizzazione di nuovi aerei destinati a partecipare all'edizione prevista per il 1931 nelle acque del Solent, tra Calshot e l'Isola di Wight.
L'organizzazione della squadra britannica fu salvata dall'intervento filantropico di Lady Lucy Houston che donò i fondi necessari (secondo le fonti 100 000 sterline) per consentire la realizzazione di nuovi aerei e motori con i quali affrontare la competizione senza dover ricorrere al materiale già utilizzato nell'edizione precedente.
Tempi e disponibilità economiche ristrette non consentirono però al gruppo di lavoro guidato da Reginald Mitchell di realizzare un aereo completamente nuovo per l'occasione; si decise quindi di affinare il progetto dell'S.6 e di adattarlo all'impiego della nuova versione del motore Rolls-Royce R capace di erogare la potenza di 2 350 hp (1 752 kW) a 3 200 giri al minuto.
L'aspetto esteriore della nuova versione ricalcava sostanzialmente quello del velivolo originario mentre il lavoro di sviluppo si concentrò sui particolari, riguardando in particolare la forma dei galleggianti (per garantire un miglior comportamento del velivolo nelle fasi di decollo ed ammaraggio) e la disposizione dell'impianto di raffreddamento del motore (per migliorarne l'efficienza e consentire al motore di operare a temperature accettabili anche nelle difficili condizioni richieste durante una competizione sportiva).
Per la partecipazione alla gara furono modificati i due esemplari di S.6 già esistenti, ridenominati S.6A, e realizzati due aerei completamente nuovi identificati come Supermarine S.6B.

## Tecnica

### Cellula
Il Supermarine S.6B era un monoplano ad ala bassa dalla struttura interamente metallica; rispetto alla versione iniziale che aveva partecipato all'edizione del 1929 della Coppa Schneider era più lungo di 2 ft (61 cm) ma per il resto la struttura (con fusoliera interamente realizzata in duralluminio) e le ali mantenevano inalterate le precedenti caratteristiche.
Le ali e l'impennaggio conservarono anche le funzioni secondarie che già avevano caratterizzato l'S.6, integrate (le prime) nell'impianto di raffreddamento e (il secondo) nell'impianto di lubrificazione del motore.
I due galleggianti "a scarponi" furono oggetto di attento affinamento sia aerodinamico che idrodinamico ed anche la loro superficie fu utilizzata nell'impianto di raffreddamento per aumentare la dissipazione del calore generato. Furono anche utilizzati entrambi come serbatoi di carburante: il serbatoio disposto nel galleggiante di destra veniva riempito con una maggiore quantità di liquido, al fine di bilanciare l'effetto torcente generato dal motore.

### Motore
Il motore V12 Rolls-Royce "R" che equipaggiava l'S.6B aveva la stessa cilindrata della versione precedente, ma il regime di rotazione era incrementato a 3 200 giri al minuto rispetto ai 2 900 di due anni prima. Le modifiche apportate consentirono di aumentare la potenza erogata a 2 350 hp (1 752 kW) rispetto ai 1 900 hp (1 417 kW) della precedente variante.
L'elica era bipala e metallica, azionata tramite una demoltiplica al fine di migliorarne l'efficienza; il suo senso di rotazione era antiorario.

## Impiego operativo

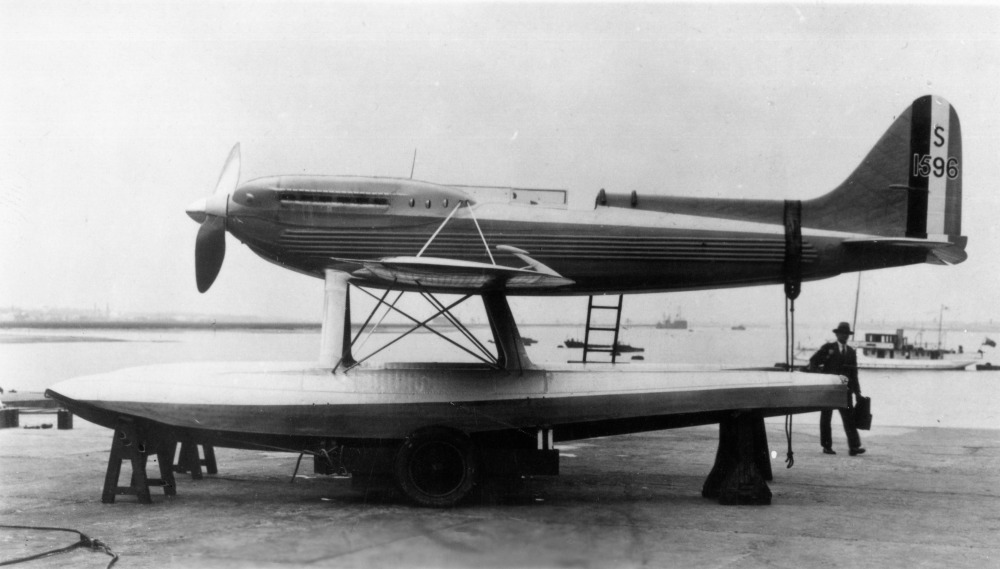
Vista di profilo del Supermarine S6.B con matricola "S1596".

La competizione del 1931 fu caratterizzata dalla presenza della sola squadra inglese: sia la compagine francese che quella italiana non riuscirono (per ragioni diverse) ad approntare le rispettive spedizioni e la manifestazione si risolse in una passeggiata per lo Hight Speed Flight della Royal Air Force.
La gara valida per la Coppa Schneider era programmata per sabato 12 settembre ma il tempo inclemente ne consigliò lo spostamento al giorno successivo. Pur in assenza di avversari il Flight Lieutenant John Nelson Boothman affrontò con piglio deciso la prova che fu portata a termine alla media di 340,08 mph (547,31 km/h), valore che incoronò il Supermarine S.6B come il più veloce aereo al mondo.
Due settimane più tardi, il 29 settembre, il Flight Lieutenant George Hedley Stainforth (sempre alla guida dell'S.6B con matricola "S1595", ma equipaggiato con un esemplare speciale del motore Rolls-Royce R) realizzò un nuovo primato assoluto volando alla media di 407,5 mph (655,81 km/h), con una punta massima di velocità di 415,2 mph (668,20 km/h), primo pilota a superare il "muro" delle 400 mph.
L'esperienza maturata con l'S.6B si rivelò in seguito particolarmente preziosa nel processo di sviluppo sia di velivoli da combattimento monoplani, come il caccia Supermarine Spitfire, sia di motori ad elevate prestazioni come il Rolls-Royce Merlin.

## Velivoli attualmente esistenti
L'S.6B che vinse la Coppa Schneider è oggi esposto presso il Museo della scienza di Londra.

## Utilizzatori
Regno Unito
- Royal Air Force
  - Hight Speed Flight

## Velivoli comparabili
Italia
- Macchi-Castoldi M.C.72

 Regno Unito
- Supermarine S.5
- Supermarine S.6

### Pubblicazioni
- (EN) C.F. Andrews e W.G. Cox, The Supermarine S4-S6B, in Aircraft in Profile, vol. 39, Leatherhead, Profile Publications Ltd., 1965.
- (EN) Schneider Trophy Contest 1931 (PDF), in Flight, Londra, 11 settembre 1931,  pp. 904-908. URL consultato il 20 aprile 2018.